# Entre-deux-Guiers
Entre-deux-Guiers is een gemeente in het Franse departement Isère (regio Auvergne-Rhône-Alpes). De plaats maakt deel uit van het arrondissement Grenoble en het kanton Saint-Laurent-du-Pont. Entre-deux-Guiers telde op 1 januari 2022 1.897 inwoners.

## Geografie
De oppervlakte van Entre-deux-Guiers bedroeg op 1 januari 2022 10,55 vierkante kilometer; de bevolkingsdichtheid was toen 179,8 inwoners per km². Het dorp ligt ten westen aan de voet van de Chartreuse tussen twee rivieren, de Guiers Vif en de Guiers Mort, die uit dit massief naar beneden stromen. Vlak ten westen van het dorp stromen deze samen in de Guiers.

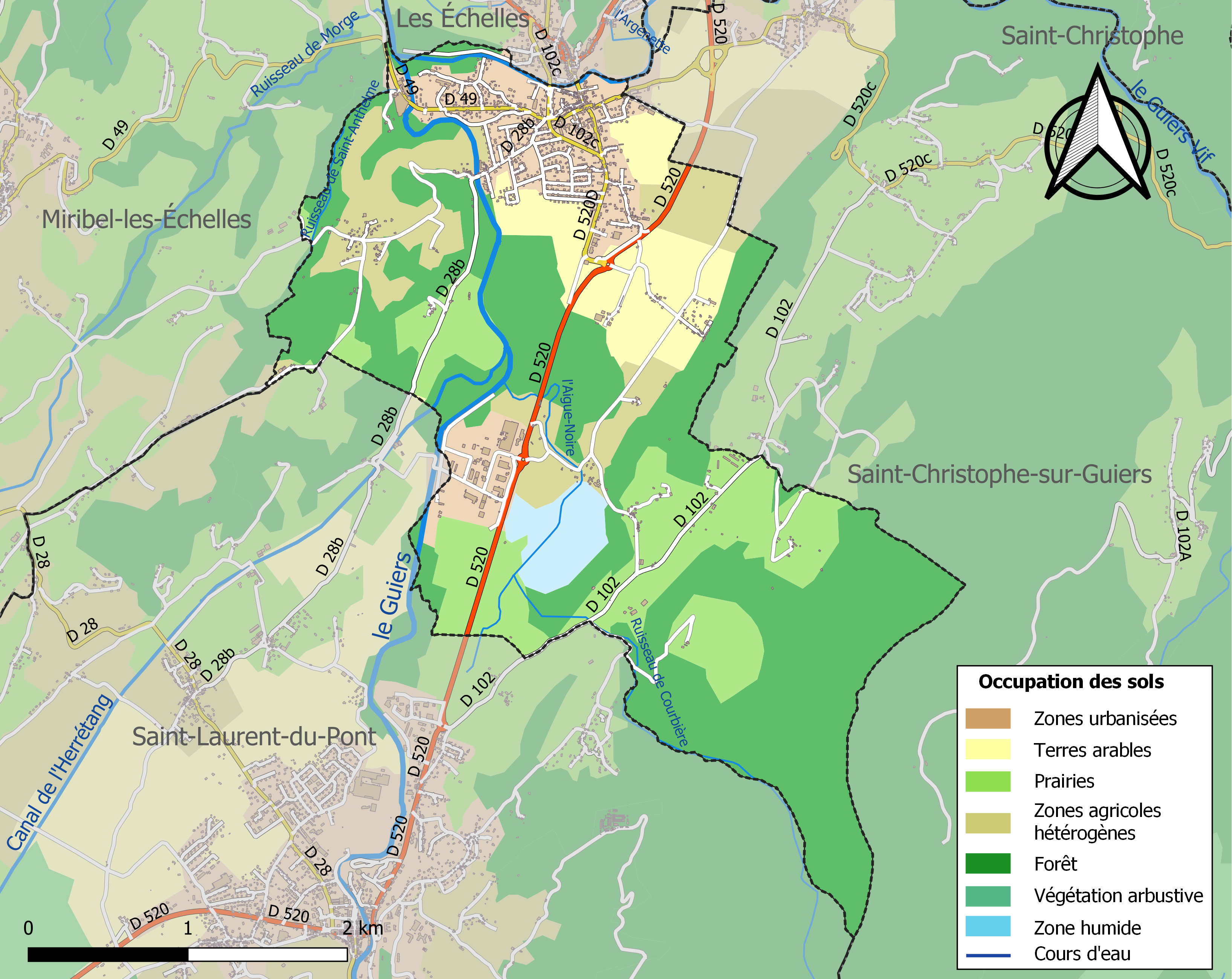
Kaart van de gemeente met de belangrijkste infrastructuur, bodemgebruik en omliggende gemeenten

## Demografie
Onderstaande figuur toont het verloop van het inwonertal (bron: INSEE-tellingen).